# Mickaël Thomas
Mickaël Thomas (né le 23 mars 1971 à Hennebont) est un athlète français, spécialiste des courses de fond et du cross-country. 
En 2001, il s'adjuge la médaille d'argent par équipes du cross long des championnats du monde de cross, à Ostende en Belgique, en compagnie de Driss El Himer, Mustapha El Ahmadi et Lyes Ramoul. L'année suivante, il remporte la médaille d'argent par équipes lors des championnats d'Europe de cross de Medulin en Croatie, aux côtés de Mustapha Essaïd, Loïc Letellier et El Hassan Lahssini.
Sur le plan national, Mickaël Thomas remporte le titre de champion de France de semi-marathon en 2002.
Mickaël Thomas a aussi remporté de nombreuses fois le Championnat de Bretagne de cross-country. Il détenait également le record de Bretagne du 10000m en 28’07.